# Kryštof Guarinoni Fontanus
Kryštof Guarinoni, též Cristoforo Guarinoni Fontanus nebo Christophorus Guarinonius Eques Fontanus (1540–1601) byl italský šlechtic, lékař a přírodovědec, s pracovními počátky na dvoře vévodů rodu Della Rovere v Urbinu a diplomatickými styky s vévody z Mantovy, lékař, filozof a dvořan římského císaře Rudolfa II. a strýc učence Hippolyta Guarinoniho

## Život
Guarinoni se narodil jako syn zlatníka Nikolause Guarinoniho v Tridentu. Studoval filozofii, přírodní vědy a medicínu na univerzitě v Padově
Začínal jako dvorní lékař vévody Francesca Marii II. della Rovere v Urbinu. krátce působil také ve Veroně, Mantově a v Tridentu, podobně jako jeho bratr Bartolommeo a synovec Hyppolit. Mezi léty 1585-1612 je doložen jako jeden z lékařů císaře Rudolfa II. v Praze, kde také jeho bratr Bartolomeo Guarinoni (1534–1616) provozoval medicínu, filozofii a alchymii. Za své zásluhy byl povýšen do rytířského stavu s titulem Fontanus.
V Praze si založil vlastní lékařskou školu, zvanou Academia medica. Při cestě do Říma byl čestně přijat papežem Klementem VIII., který jej chtěl zaměstnat, ale Guarinoni se vrátil do Prahy, kde zemřel. Byl pohřben v katedrále sv. Víta. Na pilíři proti chórové kapli sv. Jana Křtitele se dochoval jeho mramorový náhrobní kámen.

## Dílo
Napsal tři knihy o aristotelské přírodní historii, filozofii a medicíně, které všechna vyšly posmrtně ve Frankfurtu nad Mohanem do jednoho roku od jeho smrti, a šest pojednání.

### Knihy
- Disputatio de Methodo doctrinarum ad mentem Aristotelis
- Sententiarum Aristotelis de anima seu mente humana disputatio
- Commentaria in primum librum Aristotelis De historia animalium

### Ostatní
- Sermones quatuor de natura humana
- De intellectu agente
- Explicatio locorum apud Aristotelem de animarum immortalitate
- De generatione viventiumetiam naecentium ex putredine
- De methodo disciplinarum
- De principio venarum (O původu žil)